# أوليف بلانش ديفيز
أوليف بلانش ديفيز (بالإنجليزية: Olive Blanche Davies)‏ هي عالمة نبات أسترالية، ولدت في 27 أكتوبر 1884، وتوفيت في 1976 في أديلايد في أستراليا.